# Erkenbrechtshofen
Erkenbrechtshofen (fränkisch: Ärwadshofn) ist ein Gemeindeteil der Stadt Bad Windsheim im Landkreis Neustadt an der Aisch-Bad Windsheim (Mittelfranken, Bayern). Erkenbrechtshofen liegt in der Gemarkung Külsheim.

## Geographie
Das Dorf ist in Luftlinie etwa drei Kilometer nordnordwestlich von der zentralen Stadt Bad Windsheim entfernt. Nordöstlich des Dorfes liegt das Flurgebiet Im Runzelfeld, dahinter liegt die bewaldete Anhöhe Hag. Nordwestlich des Ortes grenzt das Naturschutzgebiet Kalkgraben an. Im Südwesten erheben sich der Königs- und der Scheibenberg (364 m ü. NHN). 0,75 km nordwestlich befindet sich das Flurgebiet Hirtenstube.
Eine Gemeindeverbindungsstraße führt zur Staatsstraße 2253 (1 km östlich) bzw. zur Kreisstraße NEA 40 (0,8 km westlich), die nach Oberntief (1,1 km nordwestlich) bzw. nach Bad Windsheim verläuft (3 km südöstlich).

## Geschichte
Der Ort wurde 1132 als „Erchinbrechtishouen“ erstmals urkundlich erwähnt. Das Bestimmungswort des Ortsnamens ist der Personenname Erkinbreht. 1179 war der Bischof von Bamberg im Ort begütert. Es gab ursprünglich auch eine Burg, deren letzter Herr Hans von Seckendorff war. Um 1400 verkaufte er seine Güter im Ort an die Reichsstadt Windsheim.
Gegen Ende des 18. Jahrhunderts gab es in Erkenbrechtshofen 15 Anwesen. Das Hochgericht übte die Reichsstadt Windsheim aus. Sie hatte ggf. an das brandenburg-bayreuthische Vogtamt Lenkersheim abzugeben. Die Dorf- und Gemeindeherrschaft hatte die Reichsstadt Windsheim. Grundherren waren die Reichsstadt Windsheim (14 Anwesen) und das Kastenamt Ipsheim (1 Gut).
Von 1797 bis 1810 unterstand der Ort dem Justizamt Külsheim und Kammeramt Ipsheim. Mit dem Gemeindeedikt wurde Erkenbrechtshofen dem 1811 gebildeten Steuerdistrikt Külsheim und der 1817 gebildeten Ruralgemeinde Külsheim zugeordnet.
Im Zuge der Gebietsreform in Bayern wurde Erkenbrechtshofen am 1. Mai 1978 nach Bad Windsheim eingemeindet.

### Ehemalige Baudenkmäler
- Haus Nr. 4: erdgeschossiges Fachwerkwohnstallhaus des frühen 18. Jahrhunderts, der Wohnteil ist hofseitig aufgestockt, am ehemaligen Eckpfosten bezeichnet: „Erbaud J. L. W“(eiss). 1720. „Renovird J“(ohann). „S“(ebastian) „W“(eiss) „1841“. Stichbogiger, hölzerner Türsturz mit Oberlicht; an der Holzlege wieder verwendete Balusterstützen des 17. Jahrhunderts, angeblich von einer ehemaligen Weinpresse[11]
- Haus Nr. 16: erdgeschossiges Fachwerkkleinhaus des 18. Jahrhunderts, ehemaliges Gemeindehaus[11]

### Einwohnerentwicklung
| Jahr      | 001818 | 001840 | 001861 | 001871 | 001885 | 001900 | 001925 | 001950 | 001961 | 001970 | 001987 | 002011 |
| Einwohner | 107    | 97     | 97     | 100    | 85     | 90     | 86     | 104    | 88     | 74     | 90     | 69     |
| Häuser    | 16     | 16     |        |        | 17     | 17     | 16     | 16     | 16     |        | 21     |        |
| Quelle    | [ 13 ] | [ 14 ] | [ 15 ] | [ 16 ] | [ 17 ] | [ 18 ] | [ 19 ] | [ 20 ] | [ 21 ] | [ 22 ] | [ 23 ] |        |

## Religion
Der Ort ist seit der Reformation evangelisch-lutherisch geprägt und bis heute nach St. Walburga (Külsheim) gepfarrt. Die Katholiken sind nach St. Bonifaz (Bad Windsheim) gepfarrt.